# 八木沢のオハツキイチョウ

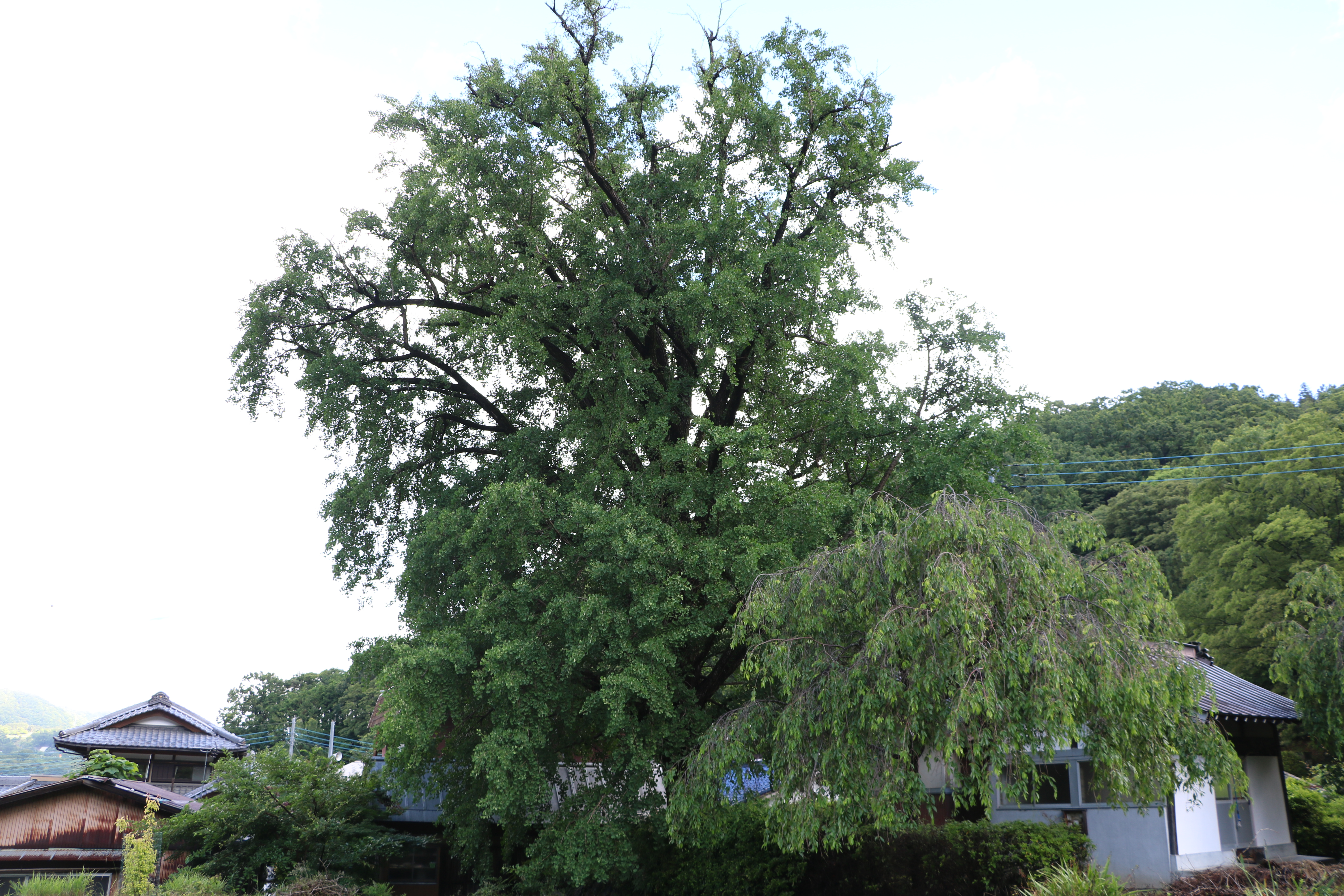
八木沢のオハツキイチョウ。2019年6月16日撮影。

八木沢のオハツキイチョウ（やぎさわのオハツキイチョウ）は、山梨県南巨摩郡身延町上八木沢にある国の天然記念物に指定されたオハツキイチョウの雄木（雄株）である。近年、一部の枝が性転換を起こしたことで注目を集めた。
イチョウは雌雄異株であるので、葉の上にギンナンが結実するオハツキイチョウの場合、ほとんどの個体は雌木（雌株）である。ところが八木沢のオハツキイチョウは葉の上にギンナンではなく、葯（おしべ）を付ける珍奇 なイチョウであり、1940年（昭和15年）7月12日に国の天然記念物に指定された。
国の天然記念物に指定された7本のオハツキイチョウの中で、唯一の雄木（雄株）である が、2011年（平成23年）の秋、雄株にもかかわらずギンナンの実をつけたことから植物学者らによる調査が行われ、その結果、一つの枝が性転換していることが確認された。山梨の巨樹・名木100選のひとつ。

## 解説

### 発見の経緯
八木沢のオハツキイチョウは山梨県南巨摩郡身延町上八木沢、富士川東岸を南北に走る山梨県道9号市川三郷身延線から東方向へJR身延線のガードを抜けた先の左手、周囲を民家に囲まれた宮ノ前神社（山神社）境内の一角に生育しており、このイチョウの所有者も同神社である。
身延町にはオハツキイチョウが多く、植物学者の白井光太郎が明治24年（1891年）7月に同じ身延町（当時は下山村）にある上沢寺のオハツキイチョウ（雌株）を調査し、葉の上に結実する「お葉付イチョウ」の存在が学会に報告されオハツキイチョウは知られるようになり、その翌年の明治25年（1892年）4月17日に現地調査を行った藤井健次郎によって、上沢寺の近くにある本国寺のオハツキイチョウ（雌株）と、富士川を挟んだ対岸にある八木沢のオハツキイチョウ（雄株）が発見され、通常のイチョウと同様にオハツキイチョウにも雄雌の区分があることを明治29年（1896年）に論文として発表した。その内容や図は日本国内だけでなく日本国外の文献にも多く引用された。

### 富士川を挟んだ雄株と雌株

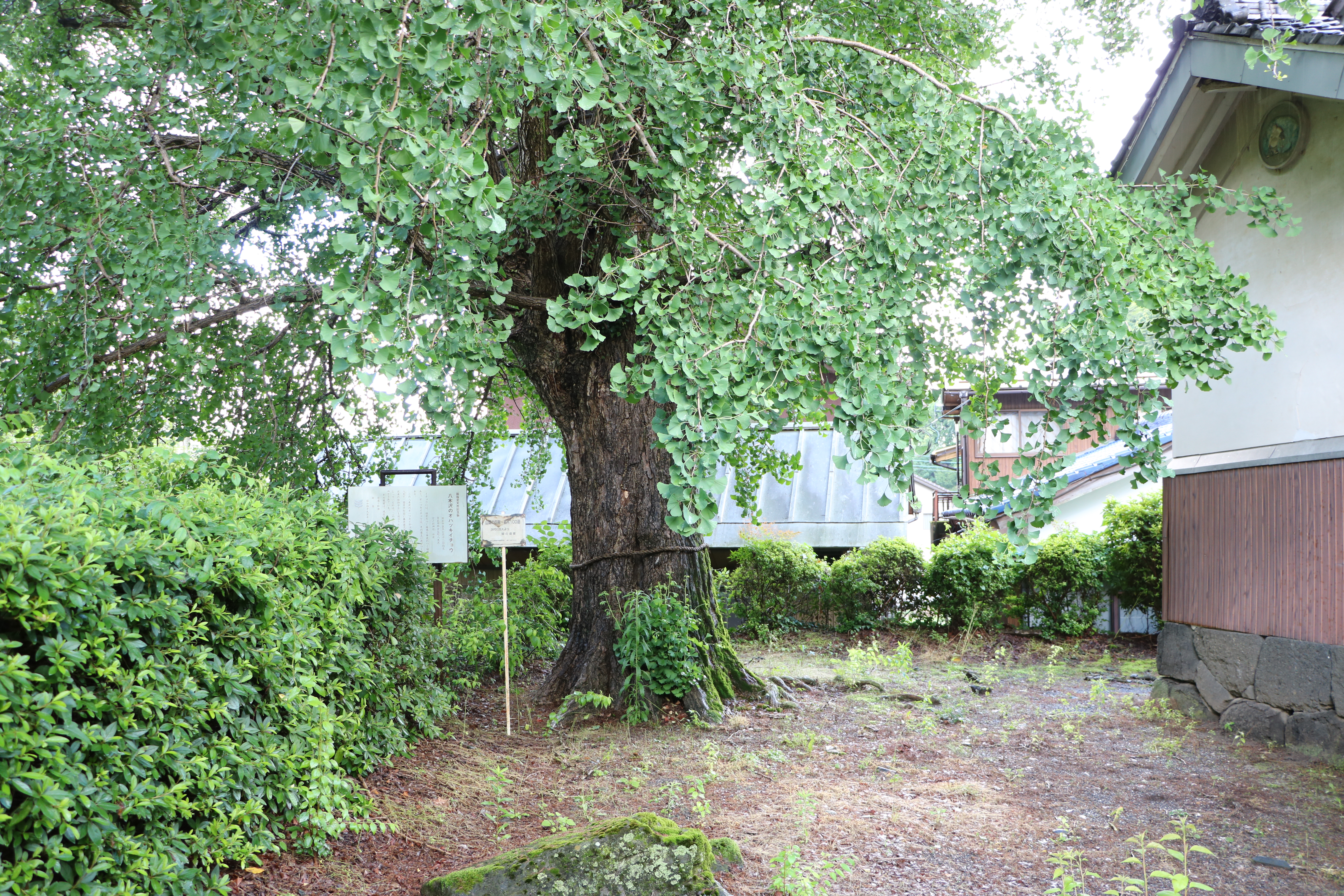
民家に隣接している。2019年6月16日撮影。

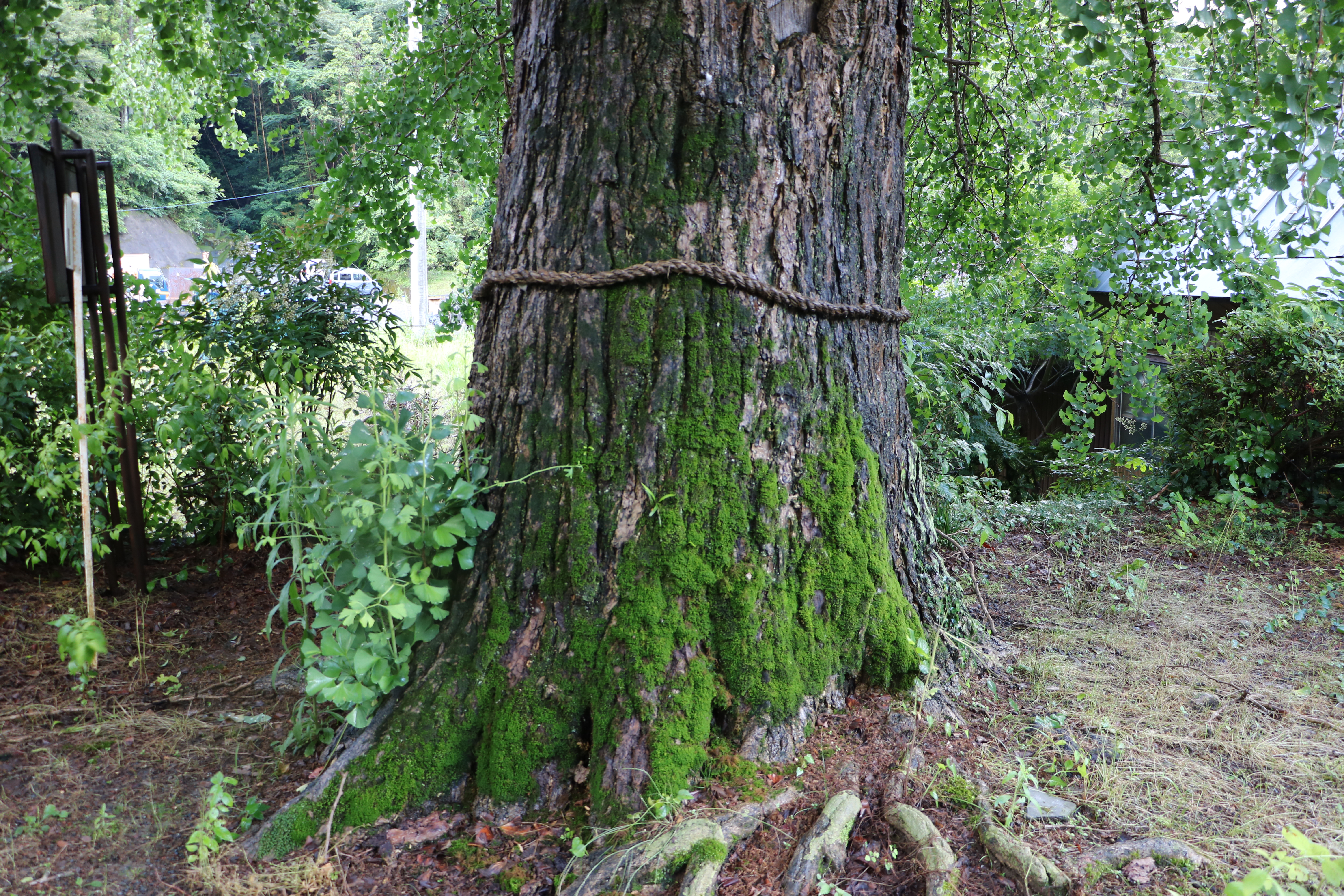
根元付近。2019年6月16日撮影。

八木沢のオハツキイチョウの大きさは身延町のホームページによると、根元の周囲3.94メートル、目通り幹囲3.0メートル、樹高25メートル と、イチョウの幹囲としては決して大きなものではないが、八木沢のオハツキイチョウは珍しい雄株のオハツキイチョウであり、日本国内で確認されている雄株のオハツキイチョウは、同じ山梨県の市川三郷町にある薬王寺のオハツキイチョウ（山梨県指定天然記念物）と、この八木沢のオハツキイチョウの2本だけである。
国の天然記念物に指定される前の、1931年（昭和6年）に発行された『山梨県名木誌』では「八木澤の葉上着葯の公孫樹雄木」として解説されており、富士川を挟んで対岸の下山村に点在するオハツキイチョウの雌株群のギンナン結実に関係している旨、前述の藤井健次郎により解明されたと記載されている。今日でも、富士川東岸の八木沢のオハツキイチョウの花粉が富士川を越えて飛んで行き、富士川西岸下山地区の上沢寺、本国寺、常福寺などのオハツキイチョウ雌木（雌株）群の結実に強い関わりがあるものと考えられている。

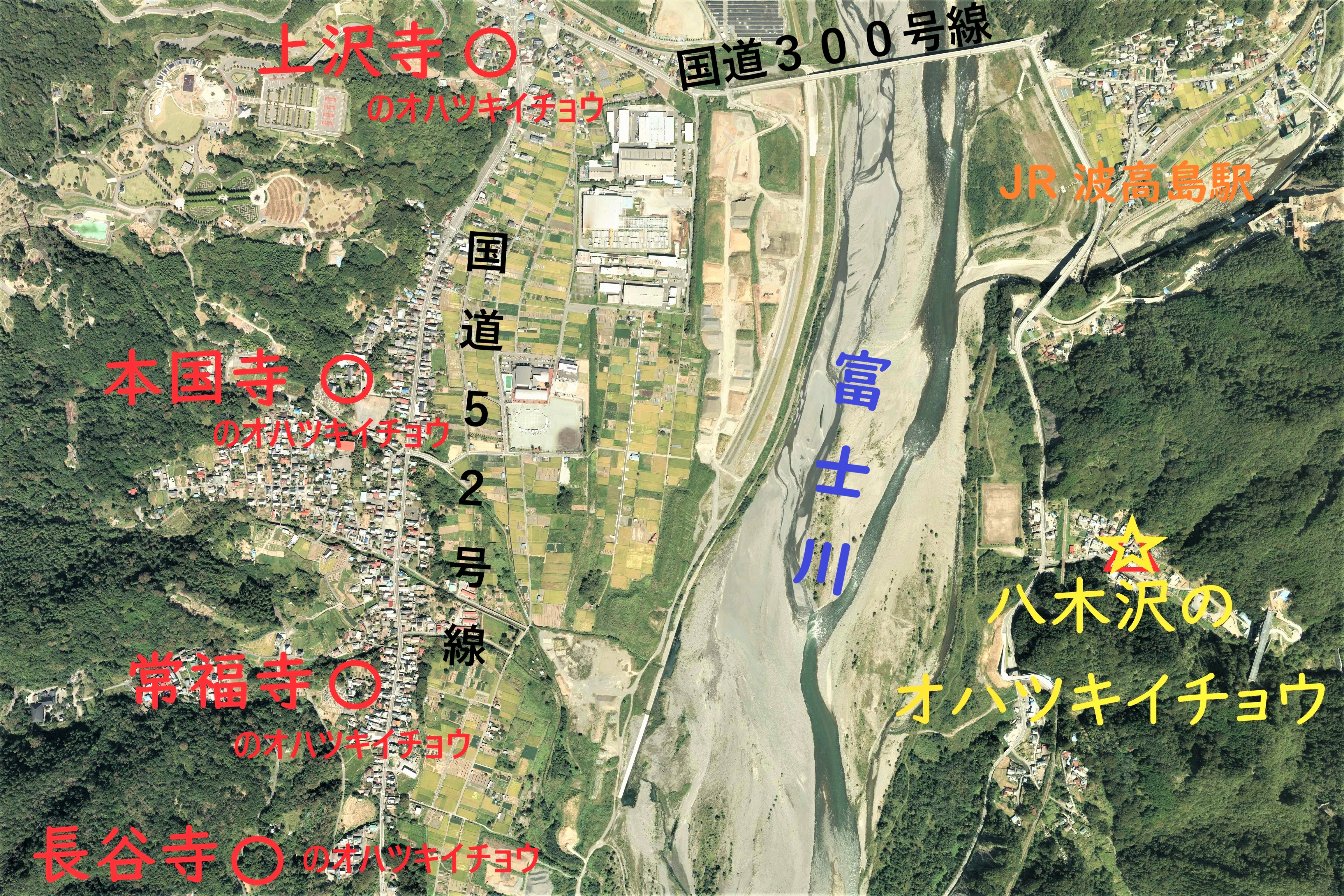
身延町下山・八木沢地区のオハツキイチョウ群の位置関係を示した空中写真。
画像中央を北から南へ流れる富士川を挟んで、東岸に雄株の八木沢のオハツキイチョウ。西岸に点在する各寺院の境内に雌株のオハツキイチョウがある。八木沢・上沢寺・本国寺の3か所が国指定の天然記念物、常福寺・長谷寺の2か所が身延町指定天然記念物。（2014年9月27日撮影）

### 2011年の性転換

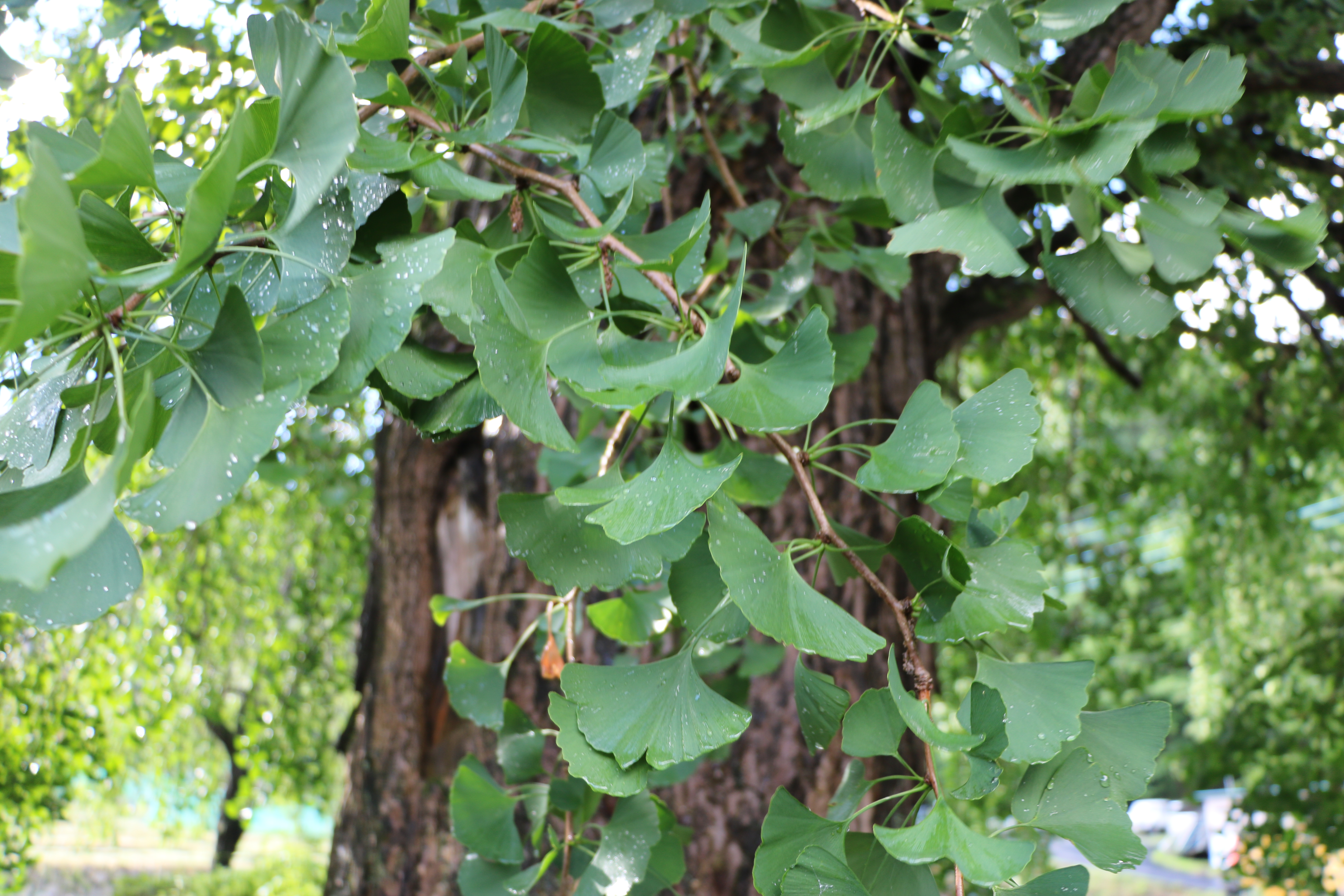
目通り付近の葉。2019年6月16日撮影。

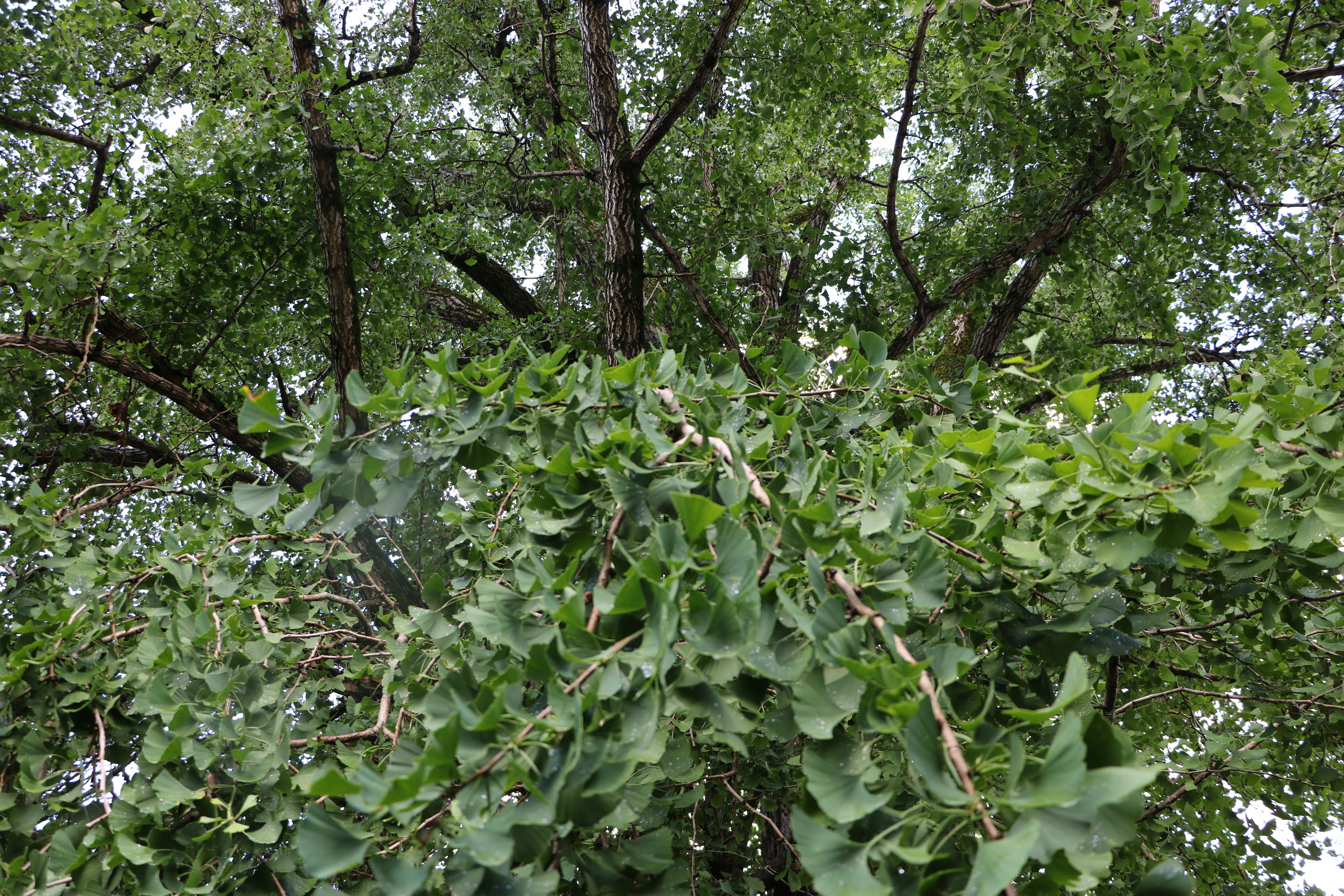
下部から樹上を見上げた様子。2019年6月16日撮影。

2011年（平成23年）10月上旬、雄木（雄株）であるはずの八木沢のオハツキイチョウに結実が確認された。調査を行ったところ、この結実は「お葉付き」では無く、地上から8-10メートル付近の枝に、約40個のギンナンがブドウの房状に実っていることが分かった。八木沢地区の人々の話によれば、このオハツキイチョウは約180年前に同所に植えられたものと言い伝えられているが、雄木（雄株）であるはずの八木沢のオハツキイチョウが実（ギンナン）をつけた記録はこれまでに無いという。
前述したようにイチョウは雌雄異株であることがほとんどで、稀に雌雄同株のものがあるというが、2011年に起きた八木沢のオハツキイチョウの結実の原因はすぐに特定することが出来なかった。何らかの原因で部分的な性転換が起きたのか、あるいは両性具有なのか科学的な調査が期待された。しかし本樹は1940年（昭和15年）以来、国指定の天然記念物であるため、調査には文化庁の許可が必要であることにくわえ、ギンナンの実った位置も地上約8メートルという高い場所であったので、詳細な調査はしばらく行われなかった。
植物学者の長田敏行らは八木沢のオハツキイチョウの結実事象は、雌雄の性決定と発現解析において重要な現象と考えられることから、このオハツキイチョウの一部採取を含む調査の申請を2015年（平成27年）に文化庁に行い承認された。承認後現地に赴き樹上に登って調査を行ったところ、地上8メートルのところにある一枝だけに変異が見られ、その枝にのみギンナンが実っていることが確認された。採取された変異枝は研究施設で解析が行われ、体細胞突然変異による性転換が起こったものであると判断された。
また、この変異枝に実ったギンナンは樹下で採取され、東京大学大学院理学系研究科附属植物園でこのギンナンからの播種が行われ、種子の発芽と育成により得られた植物体の解析が試みられている。翌2016年、2017年と文化庁へ調査申請を継続し、性転換が確認された枝の一部を接木や挿し木で繁殖させ、元の雄株である八木沢のオハツキイチョウとの遺伝子発現の差異についての研究・解析が継続されている。
イチョウの性転換については文献上に複数の事例報告があるが、いずれも不明瞭なものであり、一例を挙げると、ヨーロッパで最古の部類に属すると言われているイギリス王立キュー植物園の雄のイチョウ の一枝に、ギンナンが実ったという報告が2006年にされたが、このイチョウは過去に雌のイチョウの枝が接木された記録があるため、結実はその影響下による可能性が考えられるという。その一方で、八木沢のオハツキイチョウ（雄株）は、国の天然記念物として継続的に観察・保護されてきたという点で特異的であり貴重なものである。本樹における性転換の研究・解析は植物学における性決定と、その発現の解明について寄与するものと期待されている。

## 交通アクセス
所在地
- 山梨県南巨摩郡身延町上八木沢[18]。

交通
- JR身延線波高島駅より徒歩15分[18]。
- 中部横断自動車道下部温泉早川インターチェンジより車約5分。